# Cenchrus americanus
Il miglio perlato (Cenchrus americanus (L.) Morrone, 2010) è una specie erbacea della famiglia delle Poacee, originaria dell'Africa.